# Harpactea hauseri
Harpactea hauseri är en spindelart som beskrevs av Brignoli 1976. Harpactea hauseri ingår i släktet Harpactea och familjen ringögonspindlar.
Artens utbredningsområde är Grekland. Inga underarter finns listade i Catalogue of Life.